# John Brown Farm and Gravesite

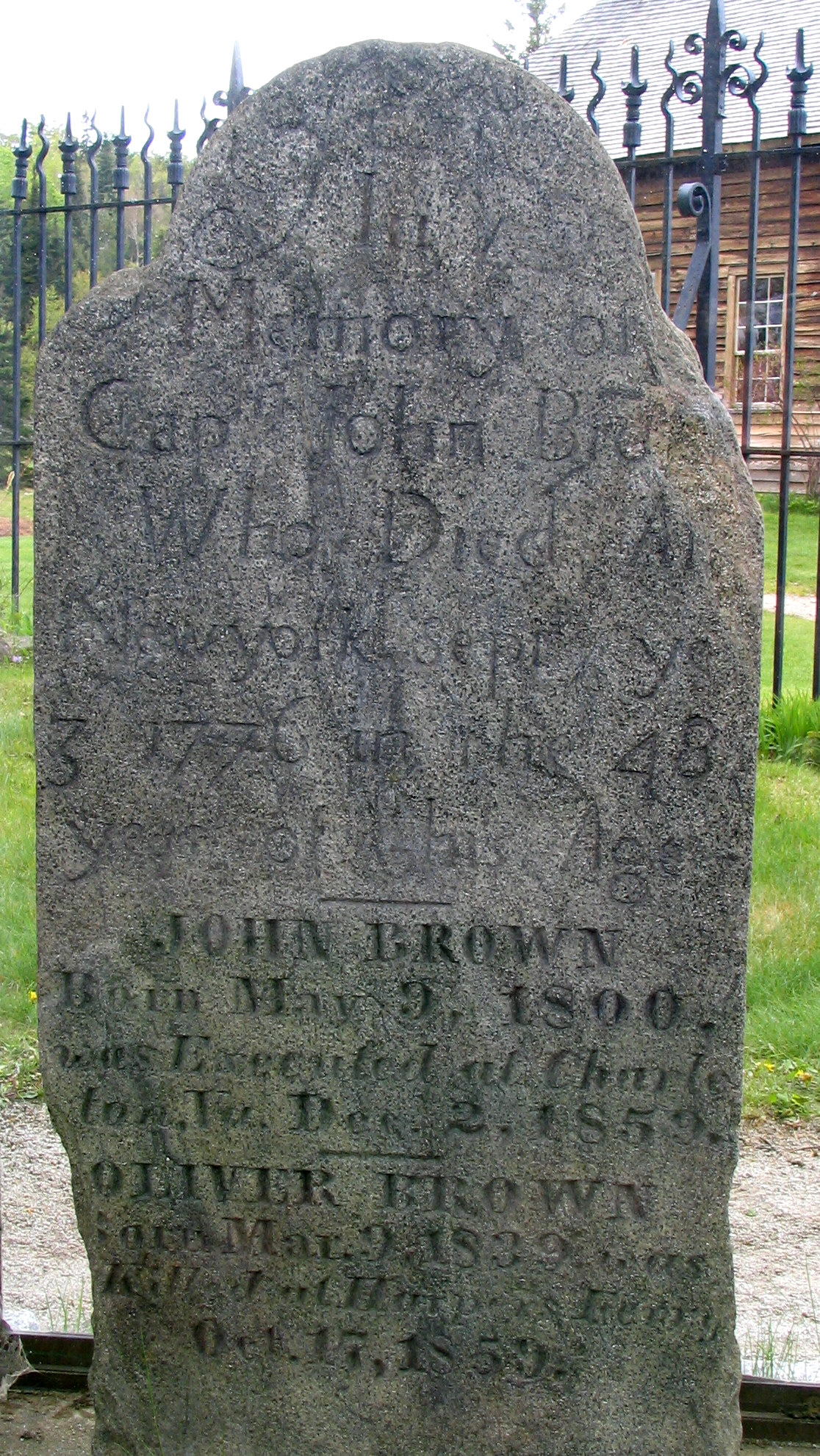
Grabstein von John Brown (2008)

Die John Brown Farm and Gravesite ist ein  Baudenkmal bei North Elba im Essex County, New York. Es handelt sich um ein Anwesen, das dem Abolitionisten John Brown in der Mitte des 19. Jahrhunderts für einige Zeit als Farm diente. Nach seiner Hinrichtung in Folge des Überfalls auf Harpers Ferry am 16. Oktober 1859 fand er hier seine letzte Ruhestätte. Als Baudenkmal besonderer historischer Bedeutung haben die Farm und Grabstätte von John Brown Farm den Status einer National Historic Landmark; die frühere Farm ist heute ein Museum.

## Geschichte
Die erste Vermessung der Parzelle der heutigen John Brown Farm and Gravesite erfolgte im Jahr 1805. Im Frühjahr 1849 zog John Brown mit seiner Familie aus Springfield, Massachusetts, in diese abgeschiedene Gegend, um in North Elba einer Gemeinde freier Afroamerikaner zu helfen, die seit Ende 1847 mit der Bewirtschaftung und Besiedlung des öden und unerschlossenen Landes zu kämpfen hatte. Der Abolitionist Gerrit Smith hatte dieser Kommune, die sich Timbuctoo (deutsch: Timbuktu) nannte und aus mindestens 33, möglicherweise bis zu 60 Siedlern bestand, und vielen anderen Schwarzen insgesamt 40.000 Hektar Land in den Adirondack Mountains zur Verfügung gestellt. Weitere Gründe für den Umzug Browns waren der Zusammenbruch, den er mit seinem Wollhandelsgeschäft in Springfield erlebt hatte, der äußerst begrenzte Erfolg seines zeitintensiven Engagements in der Underground Railroad und die Pattsituation in der öffentlichen Debatte um die Sklavenfrage. Er sah nun die Zeit gekommen, entschiedener zu handeln, und kaufte mit seinen Söhnen Jason und Owen die Parzelle der heutigen John Brown Farm and Gravesite.
Brown unterstützte die afroamerikanischen Siedler nicht nur bei ihrer Feldarbeit und als Ratgeber, sondern sah sich in der Rolle ihres Anführers, auch in religiösen Angelegenheiten. Von seiner Farm aus bereiste er mit seinen Söhnen die westlichen Territorien und östlichen Bundesstaaten, um Spenden zur Sklavenbefreiung zu sammeln. Die restliche Familie blieb auf der Farm, bewirtschaftete das Land und unterstützte die schwarze Gemeinde. Trotz seiner häufigen Abwesenheit betrachtete Brown North Elba als Heimat. Seine Vision war, einen Sklavenaufstand zu initiieren, womit er aber am 16. Oktober 1859 bei einem Überfall mit 18 Gefolgsleuten auf das in Harpers Ferry gelegene Waffenarsenal des US-Heeres klar scheiterte. Nach Browns Hinrichtung wegen Mordes, Anzettelung eines Sklavenaufstandes und Hochverrats am 2. Dezember 1859 überführte die Witwe seine sterblichen Überreste auf die John Brown Farm, wo er am 9. Dezember 1859 beigesetzt wurde. Von diesem Zeitpunkt an wurde der Ort zu einer Pilgerstätte Millionen Amerikaner, die Brown als einen charismatischen und furchtlosen Kämpfer für die Sklavenbefreiung verehrten.
Bald darauf zogen die Browns weg und verkauften das Grundstück, was den Besucherströmen keinen Abbruch tat. Im Jahr 1870 wurde die John Brown Farm and Gravesite von einer Gruppe um die bekannte Journalistin und Dozentin Kate Field erworben. Sie kümmerte sich um die Bewahrung und Pflege des Anwesens und übertrug es 1896 an den Bundesstaat New York, der hier eine Gedenkstätte einrichtete. Dazu wurden bis 1935 einige bauliche Änderungen und Ergänzungen vorgenommen, wie zum Beispiel die Verlegung der Scheune an einen anderen Standort, der Bau eines Gebäudes für die Hausverwaltung sowie der Anschluss an den Straßenverkehr. Die 1922 gegründete John Brown Memorial Association sammelte so viel Spenden ein, dass 1935 eine Statue John Browns aufgestellt werden konnte. Bei der Einweihungszeremonie waren mehr als 2000 Gäste zugegen.
Die John Brown Farm and Gravesite wurde am 19. Juni 1972 als Historic District in das National Register of Historic Places eingetragen. Seit dem 5. August 1998 hat sie den Status einer National Historic Landmark.

## Baubeschreibung
Der abgelegene Bauernhof inmitten der zentralen Adirondack Mountains hat eine Fläche von knapp 110 Hektar. Die ländliche Umgebung des Grundstücks hat sich seit 1849 kaum verändert. Das Anwesen wird vom Bundesstaat New York als ein Museum betrieben, zu dem neben dem Farmhaus und einigen Nebengebäuden die Gräber von John Brown und elf seiner Anhänger gehören. Außerdem steht hier eine Statue, die John Brown darstellt.
Das im Jahr 1855 fertiggestellte, anderthalbstöckige Fachwerkhaus mit Stülpschalung steht auf einem Feldsteinfundament und hat ein Giebeldach aus Holzschindeln. An den beiden Giebelenden liegt jeweils ein Kamin. Die Frontfassade hat vier Fensterachsen in gleichmäßigem Abstand, die rückwärtige zwei. Im Erdgeschoss befinden sich zwei Zimmer, die durch das zentrale Treppenhaus getrennt werden. Der Dachboden fungierte als Schlafplatz. In den 1950er Jahren erfuhr das Farmhaus eine umfangreiche Renovierung, die es auf den Zustand zur Zeit der Beerdigung John Browns zurückversetzte. Dazu wurden zeitgenössische Illustrationen aus Zeitungsberichten verwendet und unter anderem angepasste Türen und Schiebefenster eingesetzt.
Nicht weit entfernt von der Rückseite des Farmhauses steht ein Holzschuppen, der wahrscheinlich aus der Lebenszeit von John Brown stammt. Das genaue Baudatum dieses Gebäudes ist jedoch unbekannt, zumal es im Verlauf der Zeit einige Male erneuert wurde. Südlich des Farmhauses steht eine aus dem 19. Jahrhundert stammende Scheune, die eine Grundfläche von 12 × 10 m hat, und ursprünglich weiter nördlich positioniert war. Es handelt sich um ein Fachwerkgebäude mit Giebeldach und Stülpschalung, das auf einer mit Stein verkleideten Dammschüttung ruht. Ein weiteres noch existierendes originales Nebengebäude ist das Brunnenhaus auf einem Hang westlich der Scheune. Aus dem Jahr 1922 stammt das Hausverwaltergebäude, an das 1923 eine Garage angebaut wurde, die 1965 um einen Stellplatz erweitert wurde. Es steht in einiger Entfernung östlich der Grabstätte von John Brown und hat die Form eines einfachen, mit Schindeln verblendeten Bungalows. Alle genannten Gebäude zählen als Contributing Propertys des Historic Districts.
Auf einer Parzelle von 1000 m² Größe, die von einem schmiedeeisernen Zaun eingefasst wird, liegt die Grabstätte von John Brown und weiterer Familienangehöriger. Diese blieb im Besitz der Brown-Familie als das restliche Grundstück im Jahr 1866 verkauft wurde. Auf einem Felsen nahe dem Grab von John Brown ist sein Name eingraviert und zwei Bronzetafeln angebracht. Der Grabstein für John Brown war ursprünglich der seines 1776 verstorbenen Großvaters und stand in Canton, Connecticut. John Brown veranlasste dessen Überführung auf seine Farm, als dieser durch einen größeren Grabstein ersetzt worden war. Für seinen Sohn Frederick, der im August 1856 erschossen worden war, und schließlich für ihn selbst wurden Grabinschriften auf dem Stein ergänzt. Unmittelbar nördlich dieser Grabstelle befinden sich zwei weitere, in die seine Söhne Watson und Oliver und neun seiner Anhänger 1882 und 1899 umgebettet wurden.
Knapp außerhalb des umzäunten Familienfriedhofs an dessen südöstlicher Ecke steht ein Denkmal für die 20 Mitglieder der John Brown Association, die dem Bundesstaat New York im Jahr 1896 das Grundstück übertrugen. Zwischen dem Farmhaus und der Straße ist ein Mitte der 1930er Jahre errichteter Fahnenmast. Nördlich der Parzelle mit den Gräbern steht im landschaftlich gestalteten Zentrum eines Kreisverkehrs eine etwas überlebensgroße Bronzestatue von John Brown, die am 9. Mai 1935 eingeweiht und vom Bildhauer Joseph Pollia geschaffen wurde. Sie stellt John Brown dar, wie er fürsorglich und schützend seine Arme um einen jungen Afroamerikaner hält. Die Statue steht auf einem Granitsockel und blickt nach Norden. Die gestufte Gestaltung des Grünstreifens um die Statue wurde von einer Einheit des Civilian Conservation Corps durchgeführt. Das Denkmal, der Fahnenmast und die Statue sind Contributing Propertys des Historic Districts.